# Izabella Kudrycka
 Izabella Kudrycka (ur. 26 czerwca 1936 w Żyrardowie) – ekonomista, dr hab., wykładowca akademicki.

## Życiorys
W 1968 r. otrzymała stopień doktora nauk ekonomicznych na Wydziale Przemysłu w Wyższej Szkole Ekonomicznej w Katowicach. W 1986 r. uchwałą Wydziału Finansów i Statystyki Szkoły Głównej Planowania i Statystyki w Warszawie uzyskała stopień doktora habilitowanego nauk ekonomicznych. Obecnie wykłada na Wyższej Szkole Finansów i Zarządzania w Warszawie.
Interesuje się analizą szeregów czasowych i cykli koniunktury. Do obszaru swoich zainteresowań zalicza, także rozkład dochodów, sferę ubóstwa, prognozowanie na podstawie modeli ekonometrycznych, badanie zróżnicowania rozwoju regionów, wpływ funduszy unijnych na wzrost gospodarczy oraz oddziaływanie nowoczesnych technologii na zmiany w strukturze polskiej gospodarki.

## Wybrane publikacje
- Kudrycka I., The role of management in the absorption of European Funds by the regions of Poland, [w:] New trends & challenges in management, Concepts of Management, Warszawa, 2008.
- Kudrycka I., Inequality and poverty in Poland at the beginning of XXI century, [w:] Toward quality of live improvement, Wrocław, 2006.
- Kudrycka I., Problemy reprodukcji środków trwałych w gospodarce narodowej, Monografie i Opracowania, Warszawa, 1992.